# Anthracites geniculatus
Anthracites geniculatus är en insektsart som beskrevs av Carl August Dohrn 1905. Anthracites geniculatus ingår i släktet Anthracites och familjen vårtbitare. Inga underarter finns listade i Catalogue of Life.